# Dougoufié
Dougoufié est une localité et une commune rurale du Mali de l'arrondissement de Tamani, dans le cercle de Barouéli et la région de Ségou.

## Villages
La commune s'étend sur 8 localités relevées lors du recensement général de 2009. 
Les villages les plus peuplés sont :
- Ouoromana (1 813 habitants) ;
- Dougoufié (1 709 habitants) ;
- Dougoufié Wéré (1 255 habitants).